# Stefan Minkwitz
Stefan Minkwitz (ur. 1 czerwca 1968 w Magdeburgu) – niemiecki piłkarz występujący na pozycji pomocnika. Trener piłkarski.

## Kariera klubowa
Minkwitz treningi rozpoczął w zespole BSG Traktor Niederndodeleben. Następnie grał w juniorach 1. FC Magdeburg oraz Börde Rottmersleben. W 1981 roku wrócił do Magdeburga. W sezonie 1987/1988 został włączony do jego pierwszej drużyny. W DDR-Oberlidze zadebiutował 7 listopada 1987 w zremisowanym 1:1 meczu z FC Carl Zeiss Jena. Po zjednoczeniu Niemiec, od 1991 roku występował z zespołem w Oberlidze, stanowiącej trzeci poziom rozgrywek. W Magdeburgu grał do końca sezonu 1991/1992.
W 1992 roku Minkwitz odszedł do MSV Duisburg z 2. Bundesligi. Następnie grał w także drugoligowych drużynach Stuttgarter Kickers oraz Fortuna Düsseldorf. W sezonie 1994/1995 wraz z Fortuną awansował do Bundesligi. Zadebiutował w niej 14 października 1995 w zremisowanym 0:0 spotkaniu z SC Freiburg.
W 1996 roku Minkwitz wrócił do Stuttgarter Kickers. W sezonie 2000/2001 spadł z nim do Regionalligi, a w 2004 roku zakończył karierę.
W Bundeslidze rozegrał 10 spotkań.

## Kariera reprezentacyjna
W reprezentacji NRD Minkwitz zadebiutował 28 marca 1990 w wygranym 3:2 towarzyskim meczu ze Stanami Zjednoczonymi. W drużynie narodowej rozegrał 2 spotkania, oba w 1990 roku.